# Владислав Ђорђевић (мајор)
Владислав Ђорђевић (Краљево, ? – Милевска пољана код Босилеграда, 3. јул 1913) био је мајор српске војске. Борио се у Балканским ратовима, током којих је и изгубио живот.

## Биографија
Владислав Ђорђевић је рођен у Краљеву. Завршио је подофицирску школу и био је пешадијски поручник пука кнеза Николе у Пожаревцу 1900. године. Годину дана касније је прешао у Београд као ађутант Пуковске окружне команде и в. д. поручника. Капетан друге класе је постао 1906. године, а капетан прве класе 1911. године. Током Балканских ратова обављао је дужност команданта 3. батаљона 5. шумадијског пука другог позива. Учествовао је у ослобађању Новог Пазара, а за своје заслуге у Првом балканском рату је добио чин мајора.
Након почетка Другог балканског рата упућен је са својим пуком за Зајечар, а одатле на Власину. По доласку на Власину његов батаљон је ушао у састав Босилеградског одреда Шумадијске дивизије другог позива. Тај одред је водио тешке борбе на Милевској планини код Босилеграда, где се суочавао са вишеструко бројнијом бугарском војском. Током повлачења Босилеградског одреда са Милевске планине, мајор Владислав Ђорђевић и поручник Живота Ђуричић су залутали и бугарски војници су их заробили. Одмах по заробљавању Ђорђевић и Ђуричић су стрељани (3. јула 1913).
Мајор Ђорђевић је био члан организације Уједињење или смрт. Организовао је четничке акције у Македонији и у њима је више пута учествовао.